# Bliederstedt
Bliederstedt ist ein Haufendorf und ein  Ortsteil der Stadt und Landgemeinde Greußen im Kyffhäuserkreis in Thüringen.

## Geografie
Bliederstedt liegt am Fluss Helbe,  an der südlichen Abdachung der Hainleite (nordöstlicher Rand des Thüringer Beckens) und etwa 4 km nordöstlich von Großenehrich, einem weiteren Ortsteil von Greußen. Es ist von Streuobstwiesen, Feldgehölzen und Hecken umgeben. Westlich befindet sich das meiste Ackerland auf Böden verwitterten Muschelkalks.

## Geschichte
Die Ersterwähnung des Ortes, der auch Blidersteti und Blidestat genannt wurde, ist nicht hinreichend geklärt. Einerseits soll Bliederstedt im Jahr 877 durch eine königliche Schenkungsurkunde dem Stift Gandersheim überlassen worden sein. Eine weitere Urkunde nennt das Jahr 979. In der Heimatforschung wird auch der 21. April 956 genannt.
Bis 1918 gehörte der Ort zur Unterherrschaft des Fürstentums Schwarzburg-Sondershausen.
1974 kam Bliederstedt zur Gemeinde Otterstedt, die wiederum 1996 zu Großenehrich kam, das sich zum 1. Januar 2021 mit der Gemeinde Wolferschwenda und der Stadt Greußen zur neuen Stadt und Landgemeinde Greußen zusammenschloss.

## Sehenswürdigkeiten

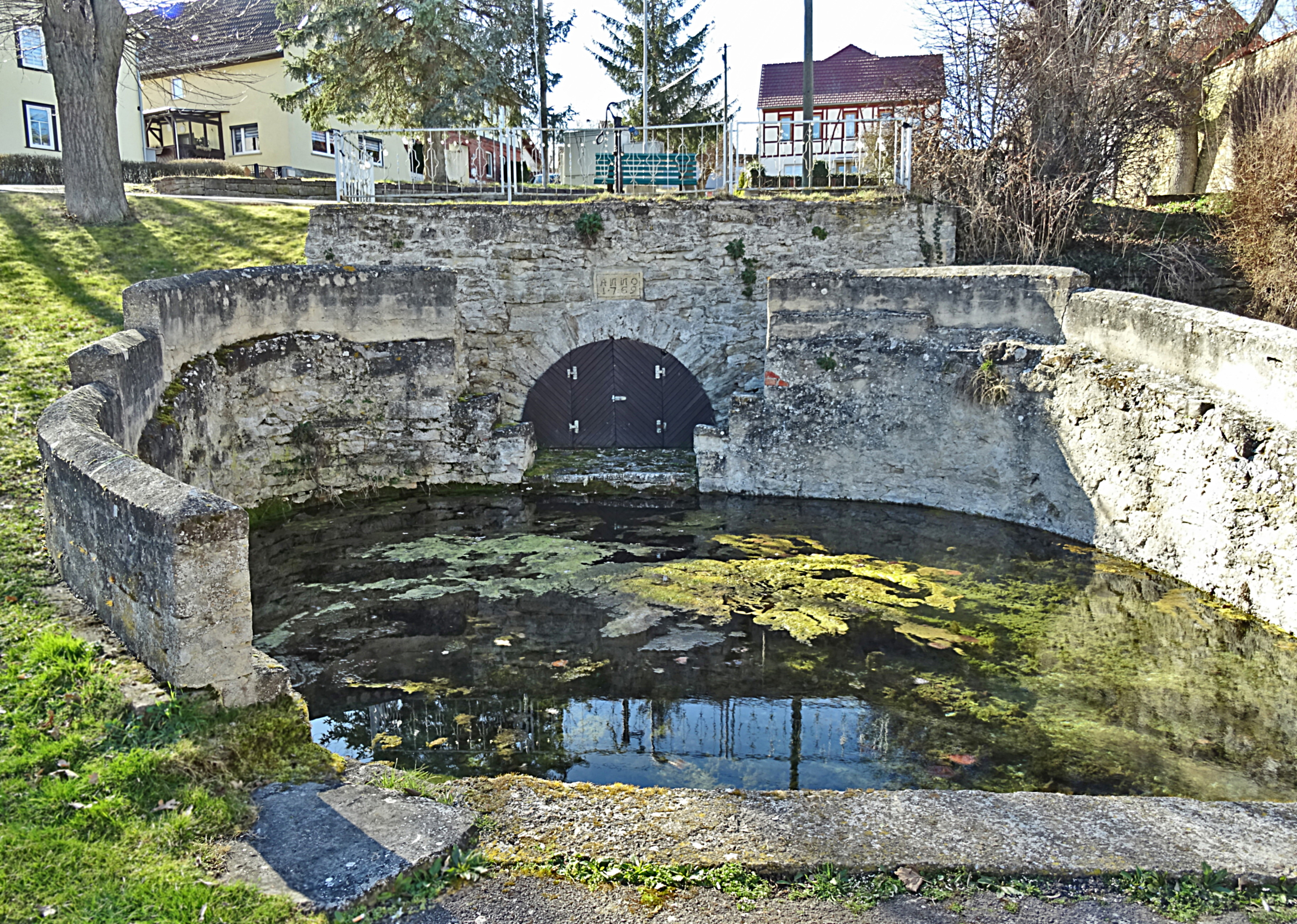
Die Schelle

Die evangelische Filialkirche St. Anna ist eine Chorturmkirche mit eingezogenem, gerade schließendem Anbau im Osten. Von der ursprünglich wohl romanischen Anlage ist der Turm auf rechteckigem Grundriss mit zum Teil erneuerten Zwillingsfenstern und Walmdach erhalten. Der Neubau des rechteckigen Langhauses und der Vorhalle erfolgte 1668. Weitere Veränderungen geschahen im 18. Jahrhundert. Der Saalraum enthält eine Holztonne und zweiseitige Emporen. Zum heutigen Altarraum im Turmerdgeschoss besteht ein niedriger, rundbogiger Chorbogen. Der Flügelaltar mit Schnitzfiguren stammt aus dem 15. Jahrhundert.
Die Mitten im Ort befindliche „Schelle“ ist eines der wenigen noch sehr gut erhaltenen Wasserbecken, welche durch eine eingehauste Quelle gespeist wird. Der mit Kalksteinen eingefasste Brunnen von Bliederstedt wurde 1769 gebaut und liegt an der Kante eines Bergspornes. Er liefert Trink- und Brauchwasser aus einer Brunnenstube in einen Vorratsteich. Früher führte der Brunnen wie alle artesischen Quellen am Helbeverlauf viel mehr Wasser. Das floss den steilen Hang herab und trieb, vereinigt mit einer weiteren Quelle, die jetzt verfallende Scheiben-Wassermühle an.

## Persönlichkeiten
- Wilhelm Bohnhardt (1808–1863), Landtagsabgeordneter